# Stephen Spender
Sir Stephen Harold Spender (London, 1909. február 28. – London, 1995. július 16.) angol költő, műfordító, elbeszélő, esszéista és szerkesztő. Az 1930-as években az ún. oxfordi iskola költői közé tartozott.

## Élete és munkássága
A londoni születésű Spender az Oxfordi Egyetemen tanult, ahol olyan barátokra tett szert mint W. H. Auden, Cecil Day Lewis, Louis MacNeice, Christopher Isherwood és Edward Upward. Apja Edward Harold Spender liberális párti újságíró, anyja Violet Hilda Schuster festő és költő voltak.
Az 1930-as években neve egybeforrt az oxfordi baloldali költői csoporttal, melynek tagjai (Auden, Day Lewis, MacNeice) közös hitet keresve jutottak el a marxizmus gondolatához. Első kötetét T. S. Eliot adta ki a Faber and Faber kiadónál Versek (Poems) címmel 1933-ban. Spender lírájában a politikai állásfoglalás, már a korai időszakban is, közvetetten, kétségeinek is teret engedve szólal meg. Első kötetének megjelenését követően költeményinek romantikus vonásai miatt Herbert Read új Percy Bysshe Shelley-ként üdvözölte Spendert. Ő volt az oxfordi költők krónikása.

Spender olyan költők műveit fordította, mint Federico García Lorca, Rainer Maria Rilke, Friedrich Hölderlin, Stefan George és Friedrich Schiller.
A spanyol polgárháború idején Spanyolországban dolgozott, mint a köztársaságiak propagandistája. 1937-ben részt vett a spanyolországi írókongresszuson. A polgárháború bukása és a háború borzalmainak a tapasztalata átformálta Spender viszonyát a marxizmushoz és noha 1936–37 telén belépett a kommunista pártba, egy akkor megjelenő kritikus hangvételű, a párt politikáját bíráló cikke miatt nem kapott feladatot. Ebből és a verseiben is csak közvetett módon megszólaló költői állásfoglalásból kiolvasható, hogy Spender – és az oxfordi iskola költői – nem aktív tettekre felszólító aktivisták voltak, sokkal inkább egy olyan kor költői, akik meg kívánták védeni függetlenségüket az előző nemzedék (W. B. Yeats és T. S. Eliot) hatásától és fogodzót keresve jutottak el a marxizmushoz. 1939-ben Londonban Cyril Connolly-vel megalapította a Horizon című folyóiratot, melynek 1942-ig társszerkesztője volt. Ekkor csatlakozott az angol Nemzeti Tűzoltósághoz (National Fire Service).
Spender szexualitása vita tárgyát képezte, de szociológiai szempontok alapján – Kenneth Plummer tipizálását követve – talán a „helyzettől függő homoszexualitás”-ként értelmezhető. Fiatal éveiben számos barátja homoszexuális volt és neki magának is voltak ilyen kapcsolatai. A legismertebb Tony Hyndman, akit World Within World című önéletrajzi művében „Jimmy Younger”-nek nevezett. Következő kapcsolatata, melyet Muriel Gardinerrel folytatott heteroszexuális irányba tolta el a hangsúlyt szexualitását illetően. Első házassága Inez Maria Pearnnel 1936-39 között tartott. 1940-ben megismerte, majd egy évvel később feleségül vette Natasha Litvint és ez véget vetett a férfiakhoz fűződő romantikus kapcsolatainak. Közös gyermekeik Lizzie Spender író, szinésznő, valamint Matthew Spender szobrász és író. Házasságkötését követően verseinek későbbi kiadásában is enyhítette a homoszexuális utalásokat.
1953-ban Irving Kristollal megalapította az Encounter című folyóiratot, melynek 1965-ig társszerkesztője volt. Később amerikai egyetemeken tanított, majd 1970-ben kinevezték a University College London Angol irodalom tanszékének vezetőjének.
1971-ben az angol királynő a költészet arany emlékérmét (Queen's Gold Medal for Poetry) adományozta neki. 1975-ben nyugdíjba vonult. 1983-ban lovaggá ütötték.
Spender 86 évesen hunyt el szívelégtelenség következtében.
Összegyűjtött verseinek új gyűjteménye 2004-ben jelent meg New Collected Poems címmel a Faber kiadónál Michael Brett szerkesztésében és bevezetésével.

## Életrajz és bibliográfia
Hivatalos életrajzát John Sutherland a University College London angol professzora írta:
- John Sutherland: Stephen Spender. The Authorized Biography[halott link], Penguin, 2005. ISBN 9780140278897 (Angliai kiadás)
- John Sutherland: Stephen Spender: a literary life, Oxford University Press, 2005. ISBN 0195178165 (Amerikai kiadás)

Bibliográfiák:
- H. B. Kulkarni: Stephen Spender: Works and Criticism: An Annotated Bibliography, New York, 1976.
- A. T. Tolley: The Early Published Poems of Stephen Spender: a chronology, Ottawa, 1967.
- Michael Brett: Stephen Spender Bibliography Archiválva 2008. augusztus 20-i dátummal a Wayback Machine-ben, Stephen Spender Memorial Trust (Hozzáférés ideje: 2010. február 26.) (angolul)

## Stephen Spender Emlékbizottság
A Stephen Spender Emlékbizottság (Stephen Spender Memorial Trust) 1997-ben jött létre, hogy emléket állítson Spender életének és művészetének. Célja, hogy ösztönözze a költészetet és a költői művek fordítását és hogy síkra szálljon kreatív művészek és írók szabad önkifejezésének jogáért. A bizottság további célja a Spenderről és a hozzá kapcsolódó személyekről szóló ismeretek bővítése.
2004-ről osztják ki a Stephen Spender fordítói díjat, melynek magyar vonatkozása, hogy 2007-ben az Angliában élő Peter Zollman nyerte Baka István Aeneas és Dido című versének fordításáért a díj harmadik fokozatát.

## Művei magyarul

### Önálló kötete
- A kettőzött szégyen (válogatta és fordította Garai Gábor, az utószót Ferencz Győző írta), Budapest, Európa Könyvkiadó, 1986 (Napjaink költészete) ISBN 963-07-3922-4

### További versei folyóiratokban és antológiákban
- A front mögött. In: Nagyvilág, 1986. 7. szám (ford. Nemes László)
- A gyáva. In: Guernica. A spanyol polgárháború költészete. Budapest, Magvető Könyvkiadó, 1963 (ford. Garai Gábor)
- A lélek útjai. In: A sziget énekel. Angol költők. Budapest, Parnasszus Kiadó, 1947
- A "szellemi vizsgálódások"-ból. In: Árnyak a barlang falán. Válogatott műfordítások. Budapest, Európa Könyvkiadó, 1983 (ford. Hárs Ernő)
- A város eleste. In: Guernica. A spanyol polgárháború költészete. Budapest, Magvető Könyvkiadó, 1963 (ford. Vajda Endre)
- Attikában. In: Atlanti szél. Bukarest, Kriterion Könyvkiadó, 1978
- Az expressz. In: Modern Orfeusz. Válogatott műfordítások. Budapest, Magvető Könyvkiadó, 1960
- Beethoven halotti maszkja. In: Örök barátaink. Budapest, Szépirodalmi Könyvkiadó, 1958 (ford. Szabó Lőrinc) = In: A Múzsák dicsérete. Budapest, Magyar Helikon, 1974. (ford. Szabó Lőrinc)
- Csillagok közt szállunk tova. In: Az idő lovai. Budapest, Kozmosz Könyvek, 1980 (ford. Hárs Ernő)
- Egy spanyol költőhöz. In: Guernica. A spanyol polgárháború költészete. Budapest, Magvető Könyvkiadó, 1963 (ford. Vajda Endre)
- Elemi iskolai tanterem egy szegénynegyedben. In: Angol költők antológiája. Budapest, Móra Ferenc Ifjúsági Könyvkiadó, 1960. (ford. Hárs Ernő) = In: Árnyak a barlang falán. Válogatott műfordítások. Budapest, Európa Könyvkiadó, 1983 (ford. Hárs Ernő)
- Esti dal. In: A sziget énekel. Angol költők. Budapest, Parnasszus Kiadó, 1947. = In: Angol költők antológiája. Budapest, Móra Ferenc Ifjúsági Könyvkiadó, 1960. (ford. Képes Géza) = In: A világirodalom legszebb versei. XX. század. Budapest, Európa Könyvkiadó, 1967 (ford. Képes Géza)
- Folyton azokra gondolok, akik valóban nagyon voltak. In: Atlanti szél. Bukarest, Kriterion Könyvkiadó, 1978
- Gondolatok légitámadás közben. In: Guernica. A spanyol polgárháború költészete. Budapest, Magvető Könyvkiadó, 1963 (ford. Vajda Endre)
- Hogy belefáradtak. In: Angol költők antológiája. Budapest, Móra Ferenc Ifjúsági Könyvkiadó, 1960 (ford. Jánosy István)
- Hölderlin öregkora. In: Örök barátaink. Budapest, Szépirodalmi Könyvkiadó, 1958 (ford. Szabó Lőrinc) = In: A világirodalom legszebb versei. XX. század. Budapest, Európa Könyvkiadó, 1967. (ford. Szabó Lőrinc) = In: A Múzsák dicsérete. Budapest, Magyar Helikon, 1974 (ford. Szabó Lőrinc) – Hölderlin öregsége. In: Öt világrész költészetéből. Tel Aviv, Kolosszeum Kiadó, 1980. (ford. Naschitz Frigyes)
- Jég. In: Angol költők antológiája. Budapest, Móra Ferenc Ifjúsági Könyvkiadó, 1960 (ford. Jánosy István)
- Két sereg. In: Guernica. A spanyol polgárháború költészete. Budapest, Magvető Könyvkiadó, 1963 (ford. Garai Gábor) = In: Szabad-kikötő. Garai Gábor válogatott műfordításai. Budapest, Magvető Könyvkiadó, 1966 (ford. Garai Gábor)
- Központi fűtés. In: Nagyvilág, 1972. november, 1627. old. (ford. Várady Szabolcs)
- Kutatások – Cecil Day Lewisnak. In: Nagyvilág, 1984. 5. szám, 646-648. old. (ford. Garai Gábor)
- Lányom elvesztésekor. In: Árnyak a barlang falán. Válogatott műfordítások. Budapest, Európa Könyvkiadó, 1983 (ford. Hárs Ernő)
- Megállóknál. In: Angol költők antológiája. Budapest, Móra Ferenc Ifjúsági Könyvkiadó, 1960. (ford. Somlyó György) = In: Somlyó György: Szélrózsa 2. Huszadik század. Budapest, Magvető Könyvkiadó, 1965 (ford. Somlyó György)
- Művészettörténet-szakos diák. In: Nagyvilág, 1972. november, 1626. old. (ford. Várady Szabolcs)
- Néha, álmodban. In: Szerelmes arany kalendárium. Háromszázhatvanöt költő háromszázhatvanöt verse. Budapest, Kozmosz Könyvek, 1965. (ford. Tótfalusi István) = In: A szépség lányai. Budapest, Magyar Helikon, 1970
- Port Bou. In: Guernica. A spanyol polgárháború költészete. Budapest, Magvető Könyvkiadó, 1963 (ford. Végh György)
- Rablók. In: Ötsarkú égi csillag. Műfordítások angol, kínai, német, román és szovjet versekből. Bukarest, Állami Irodalmi és Művészeti Kiadó, 1959
- Rájuk gondolok szüntelen. In: Angol költők antológiája. Budapest, Móra Ferenc Ifjúsági Könyvkiadó, 1960. (ford. Kálnoky László) = In: A világirodalom legszebb versei. XX. század. Budapest, Európa Könyvkiadó, 1967. (ford. Kálnoky László) = In: Kálnoky László: A lehetséges változatok II. Budapest, Magvető Könyvkiadó, 1981. (ford. Kálnoky László) = In: Angol költők antológiája. Budapest, Magyar Könyvklub, 2000 (ford. Kálnoky László)
- Regum ultima ratio. In: A sziget énekel. Angol költők. Budapest, Parnasszus Kiadó, 1947 = In: Az angol líra kincsesháza I-VII. Budapest, Európa Könyvkiadó, 1958. = In: Huszadik század. Budapest, Európa Könyvkiadó, 1958 = In: Himnusz a békéről. Háromezer év költőiből. Budapest, Móra Ferenc Könyvkiadó, 1960 = In: Angol költők antológiája. Budapest, Móra Ferenc Ifjúsági Könyvkiadó, 1960. (ford. Szabó Lőrinc) = In: Guernica. A spanyol polgárháború költészete. Budapest, Magvető Könyvkiadó, 1963. (ford. Képes Géza) = In: A világirodalom legszebb versei. XX. század. Budapest, Európa Könyvkiadó, 1967 (ford. Szabó Lőrinc) = In: Igazság pajzsával. Versek, műfordítások. Budapest, Szépirodalmi Könyvkiadó, 1991
- Sarkkutatók. In: Verses világjárás. Budapest, Kozmosz Könyvek, 1971 (ford. Tótfalusi István) = In: Kezek dicsérete. Budapest, Kozmosz Könyvek, 1975 (ford. Tótfalusi István) – Sarkvidéki kutatás. In: Atlanti szél. Bukarest, Kriterion Könyvkiadó, 1978
- Senki földjén. In: Örök barátaink. Budapest, Szépirodalmi Könyvkiadó, 1958 (ford. Szabó Lőrinc) = In: Guernica. A spanyol polgárháború költészete. Budapest, Magvető Könyvkiadó, 1963 (ford. Nemes Nagy Ágnes)
- Stopperóra és katonai térkép. In: Guernica. A spanyol polgárháború költészete. Budapest, Magvető Könyvkiadó, 1963 (ford. Nemes Nagy Ágnes) = In: A világirodalom legszebb versei. XX. század. Budapest, Európa Könyvkiadó, 1967 (ford. Nemes Nagy Ágnes)
- Szakítás. In: Arany lant II. Válogatott lírai fordítások a középkortól napjainkig. Budapest, Magyar Helikon, 1979 (ford. Devecseri Gábor)
- Személyazonosság. In: Nagyvilág, 1972. november, 1625. old. (ford. Várady Szabolcs)
- Szoba a tér felett. In: Guernica. A spanyol polgárháború költészete. Budapest, Magvető Könyvkiadó, 1963 (ford. Vajda Endre)
- Szüleim tiltottak. In: Angol költők antológiája. Budapest, Móra Ferenc Ifjúsági Könyvkiadó, 1960. (ford. Kálnoky László) = In: Kálnoky László: A lehetséges változatok II. Budapest, Magvető Könyvkiadó, 1981 (ford. Kálnoky László)
- Távollét. In: Ötsarkú égi csillag. Műfordítások angol, kínai, német, román és szovjet versekből. Bukarest, Állami Irodalmi és Művészeti Kiadó, 1959

### Tanulmányok
- A politikamentes kor eszménye. In: Könyörgés nyilvános költészetért. Tanulmányok, esszék, vitairatok a harmincas évek szocialista angol irodalmából. Budapest, Európa Könyvkiadó, 1986
- Bűnös titkok. In: Nagyvilág, 1982. szept., 1382-1387. old.
- Edward Upward. In: Nagyvilág, 1987. aug., 1226-1238. old.
- Hallom az este hangjait. In: Századvég és avantgarde. A modern líra néhány stílusirányzata. Budapest, Európa Könyvkiadó, 1972 (ford. Képes Géza)
- Költészet és forradalom. In: Könyörgés nyilvános költészetért. Tanulmányok, esszék, vitairatok a harmincas évek szocialista angol irodalmából. Budapest, Európa Könyvkiadó, 1986
- New Yorktól Moszkváig. In: Nagyvilág, 1989. 12. szám (ford. András T. László)
- Tanger és Gibraltár ma. In: Könyörgés nyilvános költészetért. Tanulmányok, esszék, vitairatok a harmincas évek szocialista angol irodalmából. Budapest, Európa Könyvkiadó, 1986
- Zene és pusztulás. In: Könyörgés nyilvános költészetért. Tanulmányok, esszék, vitairatok a harmincas évek szocialista angol irodalmából. Budapest, Európa Könyvkiadó, 1986